# Lintot
Lintot est une commune française située dans le département de la Seine-Maritime en région Normandie.

## Géographie

### Localisation
| Beuzevillette      |            | Trouville             |
| Gruchet-le-Valasse | Lintot     | Grand-Camp            |
| La Trinité-du-Mont | La Frenaye | Port-Jérôme-sur-Seine |

### Hydrographie
La commune est située dans le bassin Seine-Normandie. Elle n'est drainée par aucun cours d'eau,.

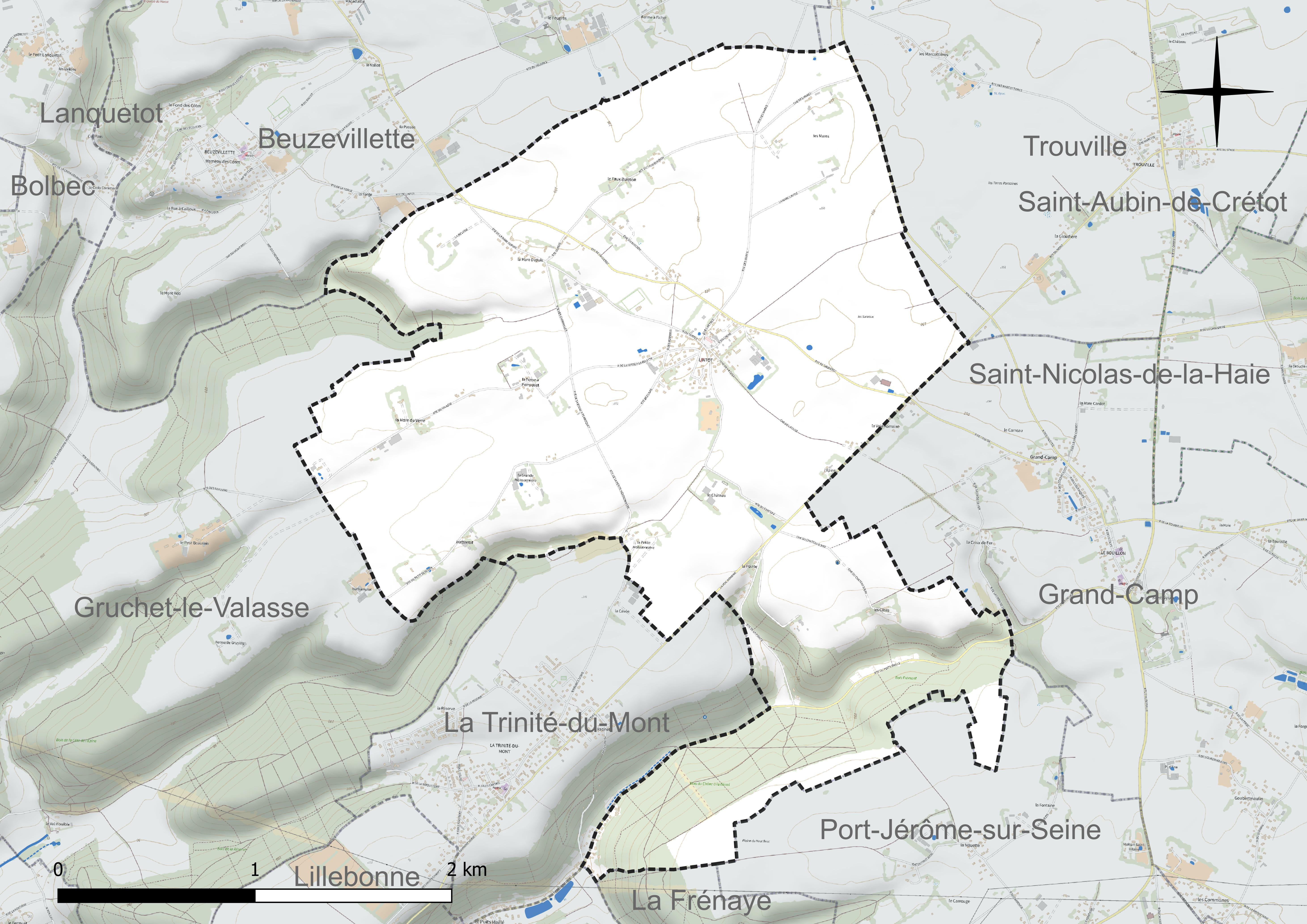
Réseau hydrographique de Lintot.

### Climat
Pour des articles plus généraux, voir Climat de la Normandie et Climat de la Seine-Maritime.
En 2010, le climat de la commune est de type climat océanique altéré, selon une étude du CNRS s'appuyant sur une série de données couvrant la période 1971-2000. En 2020, Météo-France publie une typologie des climats de la France métropolitaine dans laquelle la commune est exposée à un climat océanique et est dans la région climatique Côtes de la Manche orientale, caractérisée par un faible ensoleillement (1 550 h/an) ; forte humidité de l’air (plus de 20 h/jour avec humidité relative > 80 % en hiver), vents forts fréquents. Parallèlement le GIEC normand, un groupe régional d’experts sur le climat, différencie quant à lui, dans une étude de 2020, trois grands types de climats pour la région Normandie, nuancés à une échelle plus fine par les facteurs géographiques locaux. La commune est, selon ce zonage, exposée à un « climat maritime », correspondant au Pays de Caux, frais, humide et pluvieux, légèrement plus frais que dans le Cotentin.
Pour la période 1971-2000, la température annuelle moyenne est de 10,3 °C, avec une amplitude thermique annuelle de 13,9 °C. Le cumul annuel moyen de précipitations est de 968 mm, avec 13,7 jours de précipitations en janvier et 8,9 jours en juillet. Pour la période 1991-2020, la température moyenne annuelle observée sur la station météorologique la plus proche, située sur la commune de Petiville à 12 km à vol d'oiseau, est de 12,0 °C et le cumul annuel moyen de précipitations est de 844,9 mm,. Pour l'avenir, les paramètres climatiques de la commune estimés pour 2050 selon différents scénarios d’émission de gaz à effet de serre sont consultables sur un site dédié publié par Météo-France en novembre 2022.

## Urbanisme

### Typologie
Au 1er janvier 2024, Lintot est catégorisée commune rurale à habitat dispersé, selon la nouvelle grille communale de densité à sept niveaux définie par l'Insee en 2022.
Elle est située hors unité urbaine. Par ailleurs la commune fait partie de l'aire d'attraction de Lillebonne, dont elle est une commune de la couronne,. Cette aire, qui regroupe 6 communes, est catégorisée dans les aires de moins de 50 000 habitants,.

### Occupation des sols
L'occupation des sols de la commune, telle qu'elle ressort de la base de données européenne d’occupation biophysique des sols Corine Land Cover (CLC), est marquée par l'importance des territoires agricoles (81,9 % en 2018), en diminution par rapport à 1990 (85 %). La répartition détaillée en 2018 est la suivante : 
terres arables (74,6 %), forêts (14,8 %), prairies (7,3 %), zones urbanisées (3,3 %). L'évolution de l’occupation des sols de la commune et de ses infrastructures peut être observée sur les différentes représentations cartographiques du territoire : la carte de Cassini (XVIIIe siècle), la carte d'état-major (1820-1866) et les cartes ou photos aériennes de l'IGN pour la période actuelle (1950 à aujourd'hui).

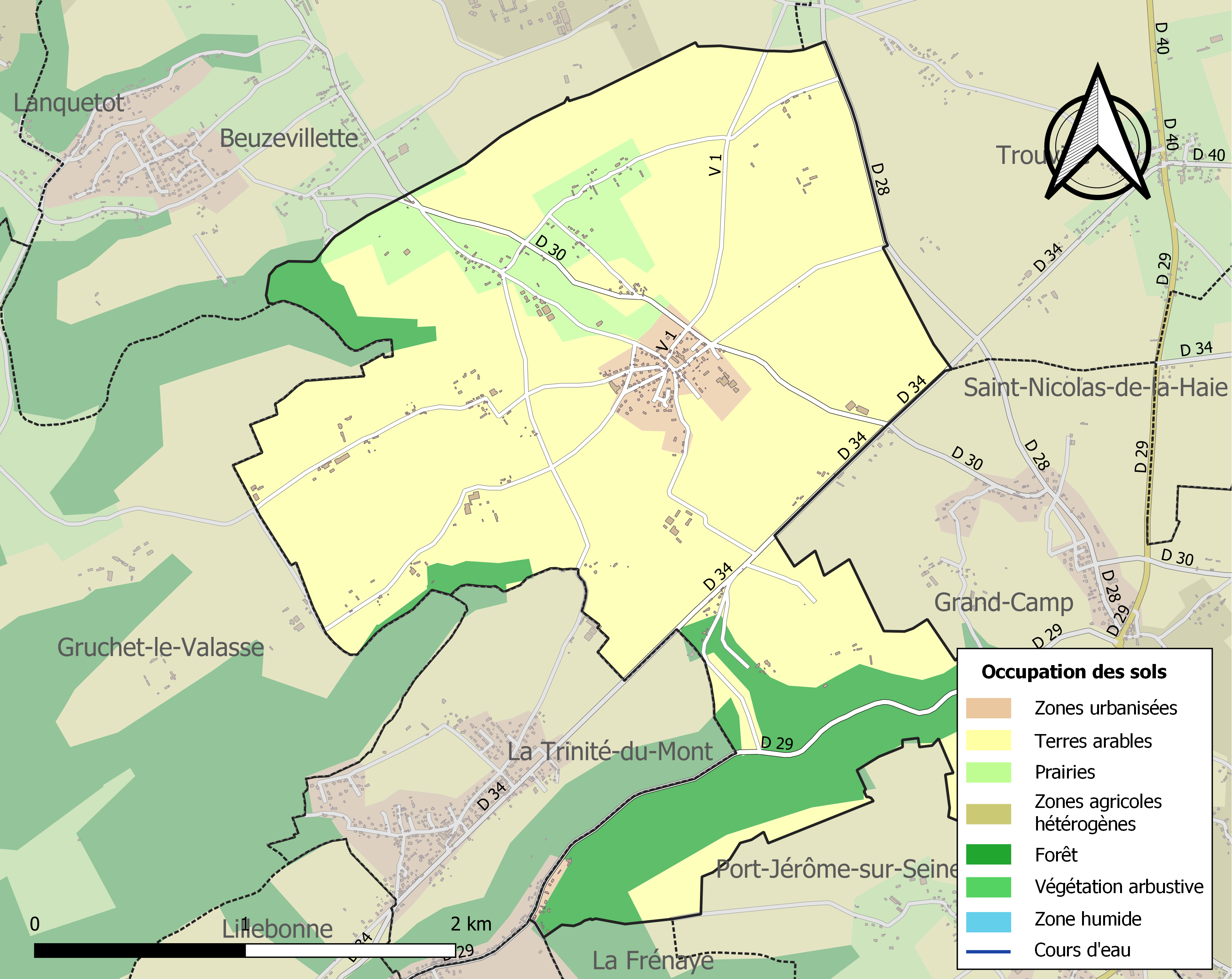
Carte des infrastructures et de l'occupation des sols de la commune en 2018 (CLC).

## Toponymie
Le nom de la localité est attesté sous la forme Lintot dès 1143.
De topt « domaine rural » et lind « tilleul » : « le village des tilleuls ».

## Politique et administration
| Période                                  | Période                    | Identité                 | Étiquette | Qualité                        |
| ---------------------------------------- | -------------------------- | ------------------------ | --------- | ------------------------------ |
| Les données manquantes sont à compléter. |                            |                          |           |                                |
| 1926                                     |                            | M. Couette               |           |                                |
| Les données manquantes sont à compléter. |                            |                          |           |                                |
| mars 2001                                | mars 2008                  | Marie-Françoise Lenepveu |           |                                |
| mars 2008                                | En cours (au 10 août 2020) | M. Dominique Morand      |           | Réélu pour le mandat 2020-2026 |

## Population et société

### Démographie

#### Évolution démographique
L'évolution du nombre d'habitants est connue à travers les recensements de la population effectués dans la commune depuis 1793. Pour les communes de moins de 10 000 habitants, une enquête de recensement portant sur toute la population est réalisée tous les cinq ans, les populations de référence des années intermédiaires étant quant à elles estimées par interpolation ou extrapolation. Pour la commune, le premier recensement exhaustif entrant dans le cadre du nouveau dispositif a été réalisé en 2004.

En 2022, la commune comptait 479 habitants, en évolution de +9,61 % par rapport à 2016 (Seine-Maritime : +0,35 %, France hors Mayotte : +2,11 %).
| 1793 | 1800 | 1806 | 1821 | 1831 | 1836 | 1841 | 1846 | 1851 |
| ---- | ---- | ---- | ---- | ---- | ---- | ---- | ---- | ---- |
| 630  | 616  | 681  | 707  | 718  | 694  | 676  | 647  | 645  |

| 1856 | 1861 | 1866 | 1872 | 1876 | 1881 | 1886 | 1891 | 1896 |
| ---- | ---- | ---- | ---- | ---- | ---- | ---- | ---- | ---- |
| 600  | 616  | 623  | 598  | 646  | 619  | 646  | 577  | 522  |

| 1901 | 1906 | 1911 | 1921 | 1926 | 1931 | 1936 | 1946 | 1954 |
| ---- | ---- | ---- | ---- | ---- | ---- | ---- | ---- | ---- |
| 560  | 571  | 487  | 343  | 340  | 365  | 338  | 326  | 313  |

| 1962 | 1968 | 1975 | 1982 | 1990 | 1999 | 2004 | 2006 | 2009 |
| ---- | ---- | ---- | ---- | ---- | ---- | ---- | ---- | ---- |
| 304  | 288  | 390  | 442  | 451  | 413  | 446  | 458  | 460  |

| 2014 | 2019 | 2022 | - | - | - | - | - | - |
| ---- | ---- | ---- | - | - | - | - | - | - |
| 441  | 472  | 479  | - | - | - | - | - | - |

#### Pyramide des âges
En 2018, le taux de personnes d'un âge inférieur à 30 ans s'élève à 35,2 %, soit en dessous de la moyenne départementale (36,5 %). De même, le taux de personnes d'âge supérieur à 60 ans est de 25,6 % la même année, alors qu'il est de 26,0 % au niveau départemental.
En 2018, la commune comptait 247 hommes pour 213 femmes, soit un taux de 53,70 % d'hommes, largement supérieur au taux départemental (48,10 %).
Les pyramides des âges de la commune et du département s'établissent comme suit.
| Hommes | Classe d’âge | Femmes |
| ------ | ------------ | ------ |
| 0,4    | 90 ou +      | 0,0    |
| 7,5    | 75-89 ans    | 7,3    |
| 17,8   | 60-74 ans    | 18,3   |
| 19,0   | 45-59 ans    | 22,4   |
| 20,2   | 30-44 ans    | 16,9   |
| 13,8   | 15-29 ans    | 15,5   |
| 21,3   | 0-14 ans     | 19,6   |

| Hommes | Classe d’âge | Femmes |
| ------ | ------------ | ------ |
| 0,7    | 90 ou +      | 1,8    |
| 6,7    | 75-89 ans    | 9,6    |
| 16,7   | 60-74 ans    | 18     |
| 19,4   | 45-59 ans    | 19     |
| 18,5   | 30-44 ans    | 17,5   |
| 19,2   | 15-29 ans    | 17,4   |
| 18,9   | 0-14 ans     | 16,7   |

## Culture locale et patrimoine

### Lieux et monuments

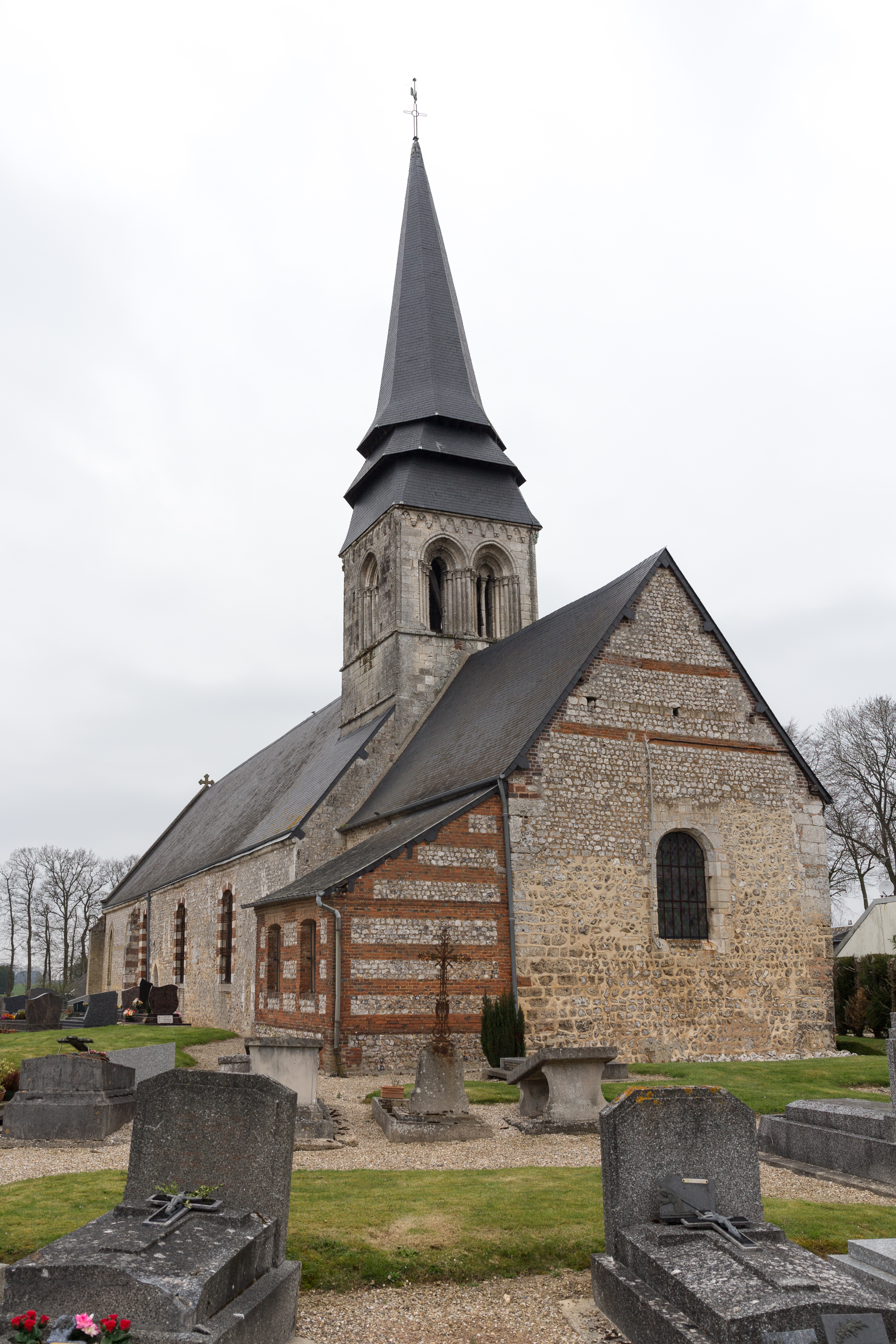
L'église Saint-Samson.
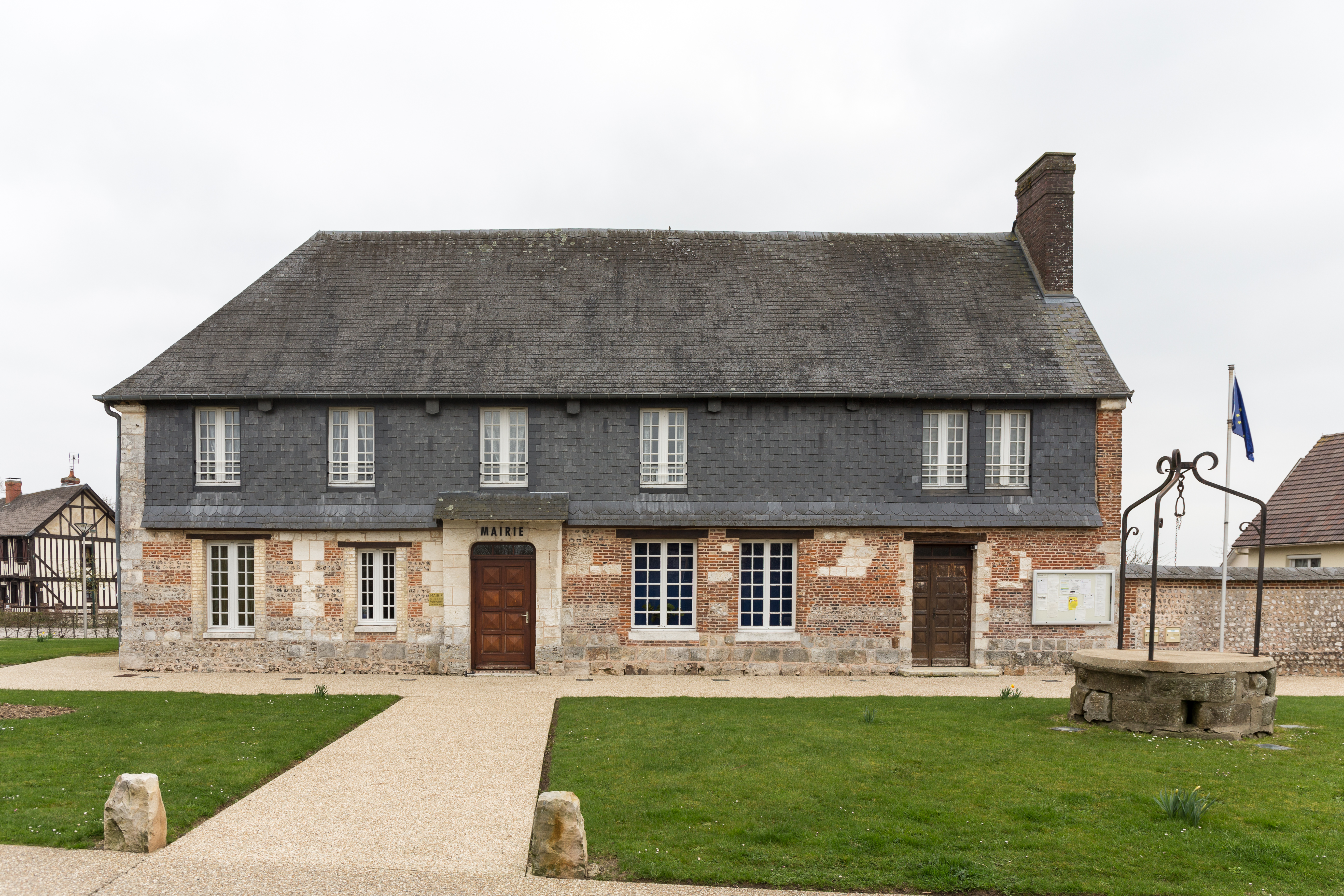
La mairie.

La commune compte un monument historique :
- l'église Saint-Samson, bâtie aux XIIe et XIIIe siècles, dont le clocher et le chœur ont été inscrits par arrêté du 24 novembre 1926[23].

### Personnalités liées à la commune
- Isaac de Larrey, né en 1638.
- Jean Godefroy de Lintot, né à La Trinité-du-Mont, Normandie, vers 1607, mort à Trois-Rivières, Québec, en 1678, marié en 1636 à Marie Leneuf (née à Caen, Normandie, vers 1614, morte à Trois-Rivières, Québec, en 1688). Jean Godefroy et Marie Leneuf sont les ancêtres des Godefroy et des (De) Tonnancour(t) du Québec.

### Héraldique
| Armes de Lintot | Les armes de la commune de Lintot se blasonnent ainsi : d’argent au chevron d’azur chargé d’une merlette d’or, accompagnée en chef de deux léopards de gueules et en pointe d’un aigle aussi d’azur. Les deux léopards des armoiries de Lintot rappellent les armes de la Normandie. |